# Glavičice
Glavičice (cyr. Главичице) – wieś w Bośni i Hercegowinie, w Republice Serbskiej, w mieście Bijeljina. W 2013 roku liczyła 1070 mieszkańców.